# Магомедов, Джабраил Сиражудинович
Джабраил Сиражудинович Магомедов (15 февраля 1963, с. Катросо, Тляратинский район, Дагестанская АССР, РСФСР, СССР) — российский тренер по дзюдо. Заслуженный тренер России. Тренер-преподаватель СДЮШОР по дзюдо в Кизилюрте.

## Биография
Родился 15 февраля 1963 года в селе Катросо Тляратинского района. В 1979 году окончил школу в селе Чадаколоб Тляратинского района. В том же 1979 году поступил в каспийскую школу-интернат №1. С 1984 по 1987 год служил в рядах вооруженных сил СССР на Военно-морском флоте. С 1994 года работает тренером-преподавателем по дзюдо в Кизилюрте. Является тренером Олимпийского чемпиона Мансура Исаева

## Известные воспитанники
- Магомедов, Сиражудин Ахмедович — двукратный чемпион России;
- Исаев, Мансур Мустафаевич — Олимпийский чемпион;